# Античная демография

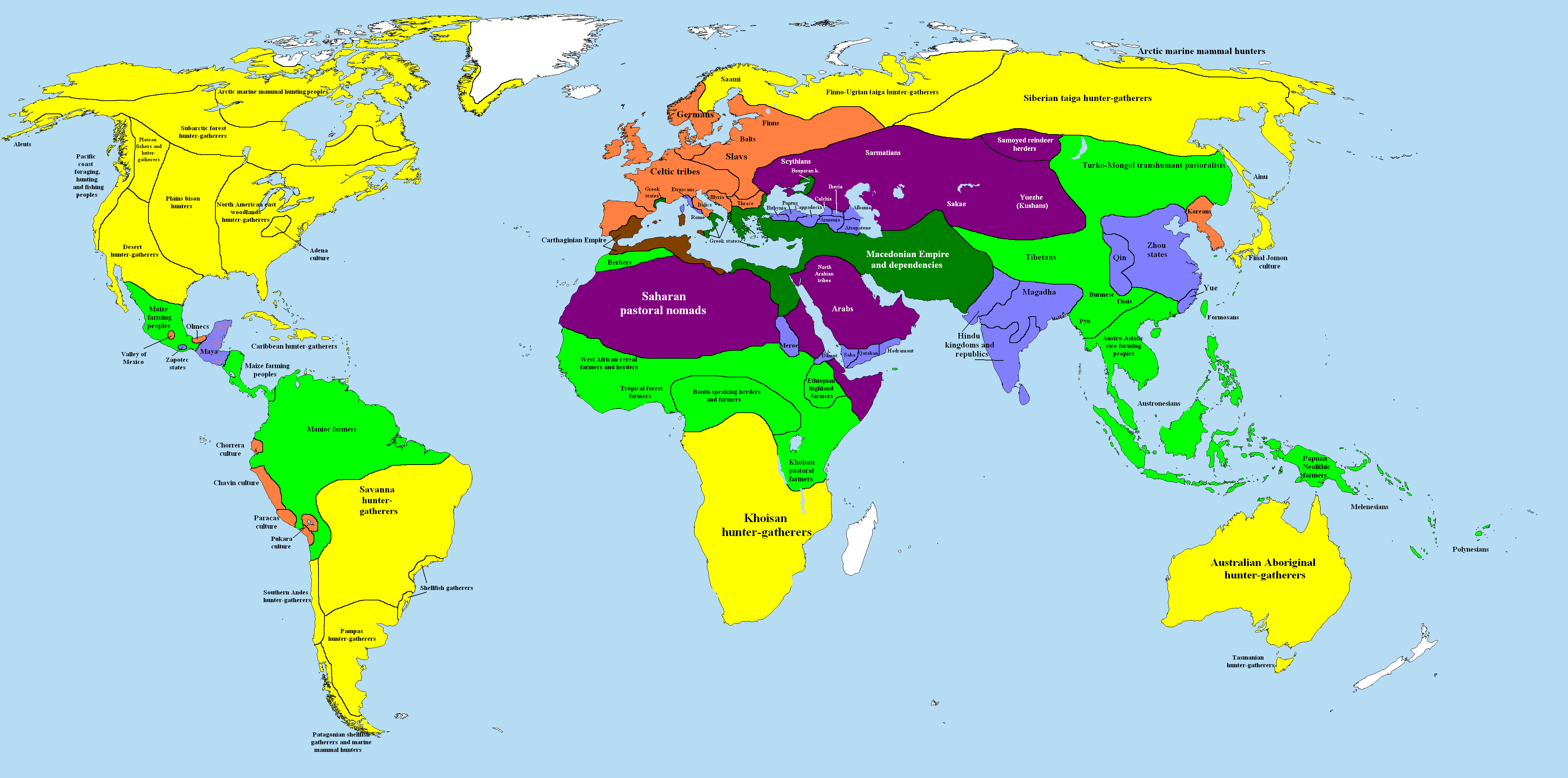
Карта мира в 323 году до н. э.

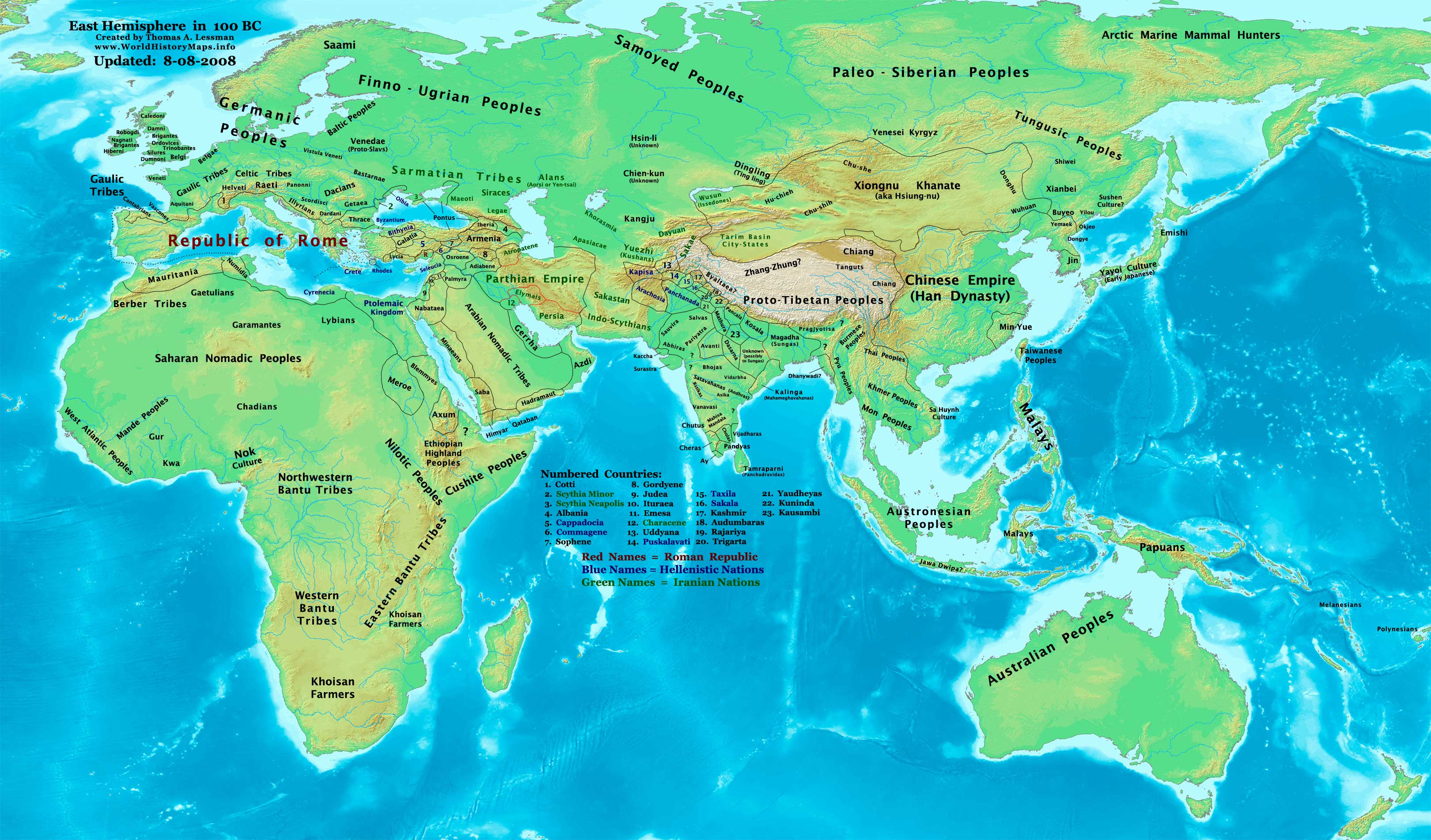
Карта Восточного полушария в 100 году до н. э.

Античная демография — изучение демографии человечества в классический (античный) период. Часто античная демография сосредотачивается на изучении численности населения цивилизаций вокруг Средиземного моря от бронзового века до падения Римской империи, но в последнее время историки более заинтересованы в анализе такие демографические процессы, как рождаемость и смертность, или соотношение полов в древних обществах. Период характеризуется демографическим взрывом во время подъёма греческой и римской цивилизаций, за которым последовал постепенный упадок, обусловленный экономической и социальной дезинтеграцией, миграциями и возвратом к более аграрному обществу. Демографические вопросы играют важную роль в определении размера и структуры экономик Античной Греции и Рима.

## Основные аспекты демографии классического периода
В целом демография классического периода фокусируется на Средиземноморском бассейне с островами, прибрежными и подсоединёнными территориями. Высокоразвитые культуры и цивилизации Персии, Индии и Китая, которые остаются за пределами Средиземноморского региона, также являются предметом демографического интереса в демографии классического периода.
Также демография классического периода изучает демографические процессы и изменения (рождаемость, смертность, этническая принадлежность и т. д.) от бронзового века до конца Западной Римской империи, то есть во всех древних обществах.
Классический демографический период характеризуется демографическим взрывом в древности во время подъема древнегреческой и римской цивилизаций. За ним последовал постепенный упадок, который марксистская историография чаще всего объясняет экономической и социальной дезинтеграцией и установлением феодального земледелия в Средние века. Фактически универсальные, то есть глобальные социальные процессы намного сложнее, на них влияли также великая миграция народов, которая привела к одномк из величайших бедствий в истории человечества — чуме.
Полная перепись населения проводилась только во время установления империи, то есть с начала нашей эры, о классической демографии в полном объёме и значении говорят только со времён Христа; она охватывает первые пять веков новой эры — до войны с вандалами и последовавшей за ней Юстиниановой чумой.

## Древняя Грецияи колонии
Начиная с VIII века до н. э. греческие города-государства начинают колонизовать побережье Чёрного и Средиземного морей. Было ли это явление следствием перенаселённости, засух или бегством побеждённых и изгнанных людей все ещё до конца не установлено.

### Греция
Географическое определение Греции изменялось со временем. В то время как сегодня Македония — интегральная часть греческого мира, в античности она была отдельным государством с дорическим греческим диалект (до принятия аттического). Аналогично, почти все современное население исторической Ионии (сейчас часть Турции) говорит по-турецки, хотя с 1-го тысячелетия до н. э. она была плотно заселена грекоговорящим населением и была важной частью греческого мира.
Оценки численности грекоговорящего населения побережья и островов Эгейского моря в течение V века до н. э. находятся в пределах от 800 тысяч до 3 миллионов. Город Афины в IV веке до н. э. имел население 60 тысяч свободных мужчин (не иностранцев). Включая рабов, иностранцев, женщин, число людей, населяющих город-государство, оценивается в диапазоне от 350 до 500 тысяч, из которых 160 тысяч постоянно населяли город и порт.
Исследователь античности Могенс Хансен подсчитал численность население всей Греции и стран греческой цивилизации IV века до н. э. Оно включало население современной Греции, побережья Турции и Чёрного моря, грекоговорящее население Сицилии. Полученные им оценки разнятся в пределах 8-10 миллионов. Эти оценки более чем в 10 раз превосходят оценки населения Греции в VIII веке до н. э., в 700 тысяч человек.

### Великая Греция
Население Сицилии (самого населенного острова мира в Античности) оценивается в 2,5 миллиона в IV веке до н. э. Остров был сильно урбанизован, его крупнейший город, Сиракузы, имел население около 1 200 000 или 48 % всего населения острова. С Акрагантом и другими пятью городами, население которых превосходило предположительно 20 тысяч человек, общее городское население могло превышать 75 процентов. Италийские великогреческие Кротон и Сибарис превосходили по населению рубеж в 100 тысяч человек.

### Другие колонии
Античная римская провинция Киренаика в восточной части современной Ливии была домом для сотен тысяч греков, латинян и иудеев. Первоначально населённые греческими колонистами 5 важных поселений формировали пентаполис. Плодородие почв, экспорт сильфия и положение между Карфагеном и Александрией сделали Киренаику магнитом для многих переселенцев.

## Эллинистические государства

### Птолемейский Египет
Греческий историк Диодор Сицилийский писал, что до присоединения Египта к Риму его населяли 7 миллионов человек. Из них, как он утверждал, 300 тысяч жило в Александрии.

### Империя Селевкидов
Численность населения обширной империи Селевкидов оценивается в диапазоне от 25 до 35 миллионов.

## Римская империя
Существует много оценок численности населения Римской империи, которые находятся в пределах от 45 до 120 миллионов. Большинство современных оценок находятся в диапазоне от 55 до 65 миллионов. Например, английский историк Э. Гиббон определил численность населения Римской империи при Антонинах в 120 миллионов человек: римских граждан 20 миллионов, жителей провинций 40 миллионов, рабов 60 миллионов. К. Ю. Белох определял население Римской империи к моменту смерти Октавиана Августа в 54 миллиона человек. Современные историки не согласны с оценкой Гиббона и оценивают население Римской империи в 54 миллиона человек. Английский историк Форд оценивал население обеих частей римской империи в 395 году н. э. в 120 миллионов человек. По подсчетам американских исследователей Дж. К. Рассела и К. У. Кеннеха, в конце IV — начале V века н. э. численность населения Западной Римской империи (2 300 000 км²) составляла 22 млн чел., Восточной (1 600 000 км²) — 34,5 млн чел.; всего — 56,5 млн чел. В эпоху Августа 40 % населения Римской Италии составляли горожане.
Уровень жизни римского города в I веке н. э. был сравним с уровнем жизни европейского города конца XVIII века.
Оценочное население империи во время правления Августа приведено в таблице.
| № | Регион                  | Население (млн человек) |
| - | ----------------------- | ----------------------- |
| 1 | Римская империя в целом | 56,8                    |
| 2 | Европейская часть       | 31,6                    |
| 3 | Азиатская часть         | 14,0                    |
| 4 | Северная Африка         | 11,2                    |

## Римская Италия
Существует две противоположные точки зрения на численность населения города Рима в древние времена: сторонники «Великого Рима» с миллионом или более жителей и сторонники «Маленького Рима» с полумиллионном жителей или меньшее. Большинство оценок находится в диапазоне от 750 000 до 1 000 000 жителей, начиная с императора Августа. В качестве основания для оценки использовались слова Августа «Моя щедрость никогда [не имела масштаб] менее 250 000 человек. В [5 г. до н. э.], я дал по 240 сестерциев каждому из 320 000 римлян. В [11 г. до н. э.], я дал римлянам тогда на хлебное пособие 240 сестерциев каждый. Их число составляло немногим более 200 000 человек». Если считать, что число 200 000 и 320 000 относится к главам домохозяйств мужского пола, то, прибавив к этому количеству женщин, детей, рабов, иностранных граждан, временного населения и прочих категорий, можно получить численность население Рима не менее 750 000 человек, а возможно миллион и более. Glenn R. Store придерживается оценки в 450 000 жителей. По данным К. Белоха, в Риме было 1790 особняков (домусов) римской знати со средним числом жителей в 50 человек все каждом и 46 600 инсул со средним числом жителей в 15 человек в каждой, что по его расчётам даёт численность населения города около 800 тысяч человек (средний вариант между «Великим» и «Маленьким» Римом).
Общее население античной Италии (к югу от долины реки По) составляло по оценкам порядка 4 миллионов перед Второй Пунической войной. Число приблизительное: римляне выполняли регулярные переписи граждан, годных к военной службе (Полибий 2.23), но для населения остальной Италии исследователи полагаются на доклад о силах римских союзников в 227 году до н. э. — и можно только догадываться о численности тех, кто противостоял Риму в это время.
Для I и II веков до н. э. историки развили два различных подхода, основанных на разных интерпретациях числа жителей, подсчитанного в ходе переписи во время правления Августа в 28 году до н. э. — 4 036 000. Если это число взрослых свободных мужчин (как обычно, это делалось во время переписей), тогда население Италии могло составлять порядка 10 миллионов человек, не включая рабов; получается масштабное постоянное увеличение населения, несмотря на неизбежные потери в практически постоянных войнах, которые вёл Рим в течение предыдущих двух столетий.
Другие считают это число невероятным и приводят доводы, что перепись могла считать всех свободных граждан — в этом случае население слегка уменьшается, что легко можно объяснить военными потерями и кризисом италийского крестьянства. Большинство историков соглашаются с последней интерпретацией, как более демографически правдоподобной, однако вопрос остаётся спорным.
К. Белох приводит такой расчёт по Италии уже для 14 года н. э.: из общего числа римских граждан по переписи в 4,9 миллиона человек он вычитает проживающих за пределами Италии граждан, добавляет 250 тысяч проживающих на полуострове перегринов и 2 миллиона рабов, получая в итоге население Италии в 6 миллионов человек (однако ранее он оценивает население Италии в 7 миллионов человек).
Доказанных свидетельств о населении самого Рима и других италийских городов немного. Для столицы оценки основываются на количестве домов, записанных в городских руководствах IV века н. э., размере городской территории, количестве потребляемой воды — все эти данные проблематичны; лучшие оценки основаны на количестве получателей бесплатного зерна в эпоху Августа — они дают население от 800 000 до 1 200 000 человек. Италия имела многочисленные городские центры — более 400 упомянуты Плинием Старшим — однако большинство из них были очень маленькими, порядка несколько тысяч человек. Порядка 40 % населения Италии жило в городах (25 %, если исключить Рим) — чересчур большая доля для доиндустриального общества. Однако исследования последующих периодов не рассматривают самые малые центры менее 10 000 человек как города, таким образом оценка степени урбанизации в них падает до более реалистичного (но всё же впечатляющего) значения в 25 % (11 %, если исключить Рим). Римское население, вероятно, уменьшилось в III веке, так как стена Аврелиана охватывает территорию меньшую, чем 14 округов, учреждённых Августом. Уменьшение грузопотока в Средиземном море подтверждает эту точку зрения.
По рождаемости имеются лишь отрывочные данные. Например, на рубеже новой эры в римских семьях было в среднем по двое детей.

## Сравнение с современностью
| Данные о демографии древнего мира в сравнении с современным периодом  | Данные о демографии древнего мира в сравнении с современным периодом | Данные о демографии древнего мира в сравнении с современным периодом | Данные о демографии древнего мира в сравнении с современным периодом |
| Дата                                                                  | Рождения                                                             | Смерти                                                               | Выжившие                                                             |
| --------------------------------------------------------------------- | -------------------------------------------------------------------- | -------------------------------------------------------------------- | -------------------------------------------------------------------- |
| США, 1960 г.                                                          | 2,5                                                                  | <0,1                                                                 | 2,4                                                                  |
| Секешфехервар, 900-1100 нашей эры по данным Gy. Acshdi и J. Ncmeskeri | (4,0)                                                                | 1,7                                                                  | (2,3)                                                                |
| Античный Коринф, 650-350 до нашей эры                                 | (4,5)                                                                | 1,9                                                                  | (2,6)                                                                |
| Лерна, 1 750 до нашей эры                                             | 5,0                                                                  | 2,8                                                                  | 2,2                                                                  |
| Караташ, 2 400 до нашей эры                                           | 4,0                                                                  | (1,6)                                                                | (2,4)                                                                |
| Неа-Никомидия, 5 800 до нашей эры                                     | 4,5                                                                  | 2,6                                                                  | 1,9                                                                  |
| Чатал-Хююк, 6 300 до нашей эры                                        | 5,1                                                                  | (1,7)                                                                | (3,4)                                                                |
| Тафоральт, Северная Африка, 11 000 до нашей эры (данные Ферембаха)    | (4,7)                                                                | 2,5                                                                  | (2,2)                                                                |